# Phonewords

Teclas de teléfono con números y letras para formar los «phonewords».

Los phonewords o números con letras (llamados en inglés: phonewords, vanity numbers), son números de teléfono que aparecen con palabras en lugar de números. De esta manera se memoriza el número más fácilmente. Como consecuencia, las empresas obtienen una mejor respuesta a sus campañas dando una imagen de mejor servicio de atención al cliente. Un número alfanumérico se marca presionando una vez sobre cada una de las teclas que contienen la letra deseada. Por ejemplo, 902 BUTANO corresponde al número 902 288266. 
Un phoneword debe contener al menos un prefijo seguido de seis letras. El prefijo 902 indica que los costes de llamada se cargan a la persona que llama. El patrón español de números de teléfono es de 9 cifras, pero, al igual que en otros países, pueden utilizarse phonewords más largos como por ejemplo, 902 HIPOTECA que correspondería a 902 447683. Las centrales de teléfonos prescindirán de las cifras o letras superfluas al conectar. Pueden utilizarse perfectamente los phonewords más largos desde los teléfonos fijos y teléfonos móviles de Telefónica y Amena. Vodafone mantiene centrales antiguas que no pueden conectar un número mayor de 9 cifras. Una vez que Vodafone sustituya estas centrales, sus usuarios podrán utilizarlos perfectamente.

## Historia
Los phonewords existen en EE. UU. desde de los años 80s. EE. UU. introdujo un estándar en las teclas del teléfono desde el principio, pero en Europa y Asia han existido estándares diferentes en algunos teléfonos fijos (las letras no ocupaban un lugar fijo en las teclas del teléfono). No fue hasta 1997 por iniciativa de British Telecom[cita requerida], que la ITU adoptó un estándar europeo. Desde entonces, todos los teléfonos fijos tienen el mismo teclado al que estamos acostumbrados con el teléfono móvil. La liberalización y desmonopolización del mercado de las comunicaciones ha hecho posible la introducción de los phonewords en muchos países europeos.

## España
La primera actuación de la que se tiene constancia del uso de phonewords en España data de 1997-98 cuando Gabriel Medina Vílchez adquirió un número teléfono móvil de la única empresa que permitía elegirlos, Airtel, por aquel entonces con prefijo que comenzaba con 9, para ofertarlo al sector de las pizzas a domicilio. El número elegido fue el 910 749927, o transformado a phoneword 910 PIZZAS. Además para hacer aún más reconocible e identificable el número lo promocionó como "9-10 PIZZAS. PIZZAS SOBRESALIENTES", aunque esta actuación no tuvo éxito entre el sector seleccionado, posiblemente por el desconocimiento del uso de este tipo de números.
El mercado de Phonewords en España no ha entrado aún muy fuerte, aunque si hay muchas empresas que disponen de sus números telefónicos adaptables a este formato pero que por la poca difusión del mismo prefieren no publicitar.
No sólo son números con prefijos 902, ya en previsión de cambio por otros adaptados a la numeración conjunta Europea, sino que cualquier teléfono es susceptible de convertirse en Phoneword.
La principal ventaja es poder recordar el número, sin saberlo, con conocer la palabra se podría saber el número. La empresa JAMONIA utiliza el número 902 252 666, o si se prefiere 902 2-JAMON, por lo que recordando JAMON, y lógicamente el 902 2, se podría llamar a la misma.
Quizás el ejemplo más claro de avance y potenciación de este servicio esté en el sector de los CAMPING de Motril en la provincia de Granada, que dos de ellos disponen de este tipo de Phonewords. Así se podría llamar al camping Don Cactus de Carchuna marcando el 90 CAMPING (902 267 464), o al Camping Playa de Poniente, llamando al móvil 62 CAMPING (622 267 464).
El Canal de Isabel II utiliza para atender a sus clientes el código 9000CANAL, equivalente a 900022625.
El comparador precio.com usa el teléfono 900-PRECIO para atender a sus clientes.
La palabra "España" se usa en un código del servicio "España Directo" de Movistar (Telefónica), concretamente en el de la compañía Verizon de Estados Unidos: 1 800 9 ESPAÑA, que equivale a 1 800 9 377262.